# Amethyst
„Amethyst” este cel de-al patrulea mixtape al cântăreței Americane Tinashe, lansat pe data de 16 martie 2015. Mixtape-ul urmează lansarea albumului de debut Aquarius (2014). Tinashe a înregistrat mixtape-ul în dormitorul ei în vacanta de crăciun din 2014 și l-a lansat ca și un „mulțumesc” pentru fanii ei.

## Lista pieselor
| Nr. | Titlu                         | Producător(i)                     | Lungime |  |
| 1.  | „Dreams Are Real”             | Tinashe Mae N. Maejor Smash David | 3:43    |  |
| 2.  | „Wrong”                       | Tinashe Ryan Hemsworth            | 4:20    |  |
| 3.  | „Something to Feel”           | Tinashe                           | 2:26    |  |
| 4.  | „Looking 4 It”                | Tinashe                           | 4:05    |  |
| 5.  | „Wanderer”                    | Tinashe Ritz Reynolds DJ Dahi     | 3:19    |  |
| 6.  | „Worth It” (featuring Iamsu!) | Tinashe                           | 4:51    |  |
| 7.  | „Just the Way I Like You”     | Tinashe                           | 4:31    |  |